# Weirdale (Saskatchewan)
Weirdale je vesnice v kanadské provincii Saskatchewanu. Weirdale se rozkládá asi 48 km severovýchodně od města Prince Albert podél silnice Highway 55. K roku 2001 mělo Weirdale populaci čítající zhruba 90 osob.

## Dějiny
Vesnice Weirdale byla založena mezi roky 1929 a 1931. Důvod, proč vesnice vznikla, spočíval v tom, že působení společnosti Canadian Pacific Railway otvíralo nové, zemědělsky nevyužité, pohraniční území v oblasti kanadských prérií k dispozici nově přistěhovalým zemědělským usedlíkům. Když dorazili první pionýři do oblasti, ručně vykáceli les a přeměnili jej na kulturní krajinu, bohatou na úrodnou ornou půdu. Kolonisté se svými rozsáhlými rodinami tehdy žili na každém cípu půdy. Tyto rozsáhlé rodiny způsobily razantní zvýšení počtu obyvatelstva v oblasti. V první polovině 20. století byla doprava daleko pomalejší než v současnosti, a proto bylo daleko obtížnější cestovat (či dokonce dojíždět) na velké vzdálenosti. Kvůli těmto dopravním obtížím se muselo stát mnoho malých obcí prakticky samozásobitelskými v mnoha oborech, aby mohly přežít. V jednu chvíli mělo Weirdale malý špitál, školu, mlýn, továrničku na expandovanou pšenici a pilu, a také početné malé obchůdky, které zajišťovaly obci prodej nejrůznějšího zboží. Jak se doprava postupně rozvíjela a stávala čím dál účinnější, čemuž přispěla i výstavba moderních silnic napříč prérií, malé vesnice na prériích začaly hospodářsky zmírat.
Vesnice byla pojmenována podle prvního kanadského ministra zemědělství, Roberta Weira.
Robert Weir se narodil roku 1882 ve Winghamu. Studoval Torontskou univerzitu a stal se učitelem, později i školním inspektorem v Saskatchewanu. Mezi lety 1916 a 1918 sloužil Weir v Kanadských expedičních silách. Stal se majorem 78. batalionu, ale byl raněn v bitvě u Passchendaele v první světové válce. Po válce Weir sedlačil nedaleko Weldonu. Byl zvolen poslancem za Melfort Constituency (volební distrikt) do dolní kanadské sněmovny v Ottawě. Byl jmenován ministrem zemědělství do Bennettovy vlády v letech 1930 až 1935. Weir zemřel poblíž svého domova, ve Weldonu, 7. března 1939.